# Neményi Ambrus
Neményi Ambrus, születési és 1871-ig használt nevén Neumann Ambrus (Pécel, 1852. november 15. – Budapest, Terézváros, 1904. december 13.) politikus, újságíró, Neményi Pál nagybátyja.

## Életpályája
Neumann Zsigmond kereskedő és Kohn Júlia fiaként született zsidó származású családban. Középiskolai tanulmányai befejeztével Bécsben hallgatta a jogot és államtudományokat és ott Lorenz von Stein (1815–1890) egyik kedvelt tanítványa volt. Ezután két éven át Párizsban a College de France és a Sorbonne tanárainak előadásait hallgatta. Hazatérése után a Budapesti Tudományegyetemen elnyerte doktori oklevelét. 
A Pester Lloyd szerkesztőségébe lépve, mint ezen lapnak vezércikkírója, a társadalom számos közhasznú intézményét kezdeményezte. Ekkortól volt a Budapesti Szemlének is munkatársa. 1878-ban írta Rabelais és kora című művelődéstörténeti tanulmányát. 1880-ban adta ki összegyűjtött esszéit két kötetben Kortörténelmi rajzok címen. 1881-ben a főváros törvényhatósági bizottságának lett tagja és mint ilyen főleg az élelmezési és a lakásügyi kérdéseket karolta fel. A lakásügyről a fővárosi képviselőtestület megbízásából nagyobb munkát irt, amely 1884-ben a főváros kiadásában megjelent. Egy későbbi munkája: Parlamenti fegyelem és tekintély (Budapest, 1885) tárgyalja a mentelmi jogot, a klotür (clôture) és az elnök diszkrecionális hatalmának kérdéseit. Az állam és határai (1889) című munkája az államszocialisztikus felfogások terjedését a magyar állami intézményekben mutatja ki. Hasonló irányt követett Demokrácia az irodalomban című tanulmánya. Egy kisebb munkája: A francia forradalom hírlapjai és hírlapírói az Olcsó Könyvtárban jelent meg. 
Külföldön jelentek meg: Hungaricae Res, amely a Schulverein üzelmeit leleplezte és annak idején éles polémiára adott alkalmat, 3 kiadást ért; Das moderne Ungarn (Berlin); Die Verstaatlichung der Eisenbahnen in Ungarn (Lipcse); angol, német, francia és amerikai szaklapok is átvették. 1884-ben a szilágycsehi kerületben képviselővé választották. Azóta állandóan tagja volt a képviselőháznak, ahol előbb a közgazdasági és közlekedésügyi, később a pénzügyi bizottságnak tagja és előadója volt és ezen minőségében nagy tevékenységet fejtett ki. A budapesti kereskedelmi kamarának is levelező tagja volt.

## Családja
Felesége Koppély Terézia (1864–1944) volt, Koppély Adolf és Deutsch Róza lánya, akit 1880. október 17-én Budapesten vett nőül.
Lányai:
- Neményi Erzsébet (1882–1908) újságíró, író. Férje dr. Mezei Pál ügyvéd volt.[7]
- Neményi Berta (1886–1945).[8] Férje Tomor Ernő (1884–1944) főorvos volt.[9] A holokauszt áldozatai.